# Gisaburō Sugii
Gisaburō Sugii (jap. 杉井ギサブロー, Sugii Gisaburō; * 20. August 1940) ist ein japanischer Animator, Regisseur und Drehbuchautor, der vor allem als Regisseur von Animes bekannt wurde. Zu seinen bekanntesten Filmen zählen Tom, Crosby und die Mäusebrigade (1974), Night on the Galactic Railroad (1985) und Street Fighter II Victory (1995).

## Werdegang
Sugiis erste Beteiligung an einem Anime war 1958 am Film Erzählung einer weißen Schlange als Animator. Anfang der 1960er Jahre gehörte er zu den Animatoren, die wegen des dortigen Arbeitskampfes das Studio Tōei Animation verließen und zu neu gegründeten Studios wechselten. Er wurde von Osamu Tezuka zu Mushi Production abgeworben, wo Sugii die ersten wichteren Aufgaben übernahm: 1963 war er bei Astro Boy, der ersten Anime-Fernsehserie, für Schlüsselbildzeichnungen sowie Regie und Drehbuch für einzelne Episoden zuständig. Dabei entwickelte er unter Tezukas Leitung einige der Techniken mit, die wesentlich zur Kostenreduktion in der Produktion und damit der Ermöglichung von Fernseh-Anime beigetragen haben. Ab 1967, als er beim Film Gokū no Daibōken Regie führte, war Sugii vor allem als Regisseur sowohl für Kinoproduktionen als auch für Fernsehserien tätig.

## Filmografie
- 1958: Erzählung einer weißen Schlange (Animator)
- 1963: Astro Boy (Schlüsselbilder, Episodenregie, Episodendrehbuch)
- 1967: Gokū no Daibōken (Regie)
- 1969: Dororo (Regie)
- 1974: Tom, Crosby und die Mäusebrigade (Regie, Drehbuch)
- 1975: Es war einmal (Regie)
- 1983: Nine (Regie)
- 1984: Glass no Kamen (Regie)
- 1985: Night on the Galactic Railroad (Regie)
- 1985: Touch (Regie)
- 1987: Hiatari Ryōkō! (Regie)
- 1987: Murasaki Shikibu Genji Monogatari (Regie)
- 1994: Street Fighter II – The Animated Movie (Regie, Drehbuch)
- 1995: Street Fighter II V (Regie)
- 1995: Tobe! Isami (Regie)
- 1998: Super Doll Licca-chan (Regie)
- 2000: Hidamari no Ki (Regie)
- 2001: Super Kickers 2006 – Captain Tsubasa (Regie)
- 2003: Das Lied der Lämmer (Regie)
- 2005: Arashi no Yoru ni (Regie)
- 2012: Das Leben des Budori Gusko (Regie, Drehbuch)

## Auszeichnungen
Sugiis Film Night on the Galactic Railroad erhielt beim Mainichi Eiga Concours 1985 den Ōfuji-Noburō-Preis. 2018 erhielt Sugii den Preis für sein Lebenswerk als Regisseur der Tōkyō Kokusai Anime Fair.